# Hexatoma longeantennata
Hexatoma longeantennata är en tvåvingeart som först beskrevs av Paul Lackschewitz 1964.  Hexatoma longeantennata ingår i släktet Hexatoma och familjen småharkrankar. Inga underarter finns listade i Catalogue of Life.